# Giancarlo Maldonado
Pour les articles homonymes, voir Maldonado.
Giancarlo Gregorio Maldonado Marrero, plus couramment appelé Giancarlo Maldonado, né le 29 juin 1983 à Caracas au Venezuela, est un footballeur international vénézuélien. Il est le fils de Carlos Maldonado. 

## Biographie

### Carrière de joueur
Giancarlo Maldonado est un attaquant qui a débuté, en 1999, à l'âge de seize ans, à River Plate, en Uruguay. Après être revenu jouer de 2001 à 2006 dans son pays, il a joué au Chili avec le O'Higgins de Rancagua. Passé par le CF Atlante, il était reconnu pour sa remarquable valeur dans l'équipe car il a été le principal protagoniste du championnat obtenu en 2007, en ayant marqué 18 buts (et ainsi il a été le buteur le plus grand de la ligue mexicaine). En août 2009, il signe au club espagnol du Xerez CD.

### Équipe nationale
Giancarlo Maldonado est convoqué pour la première fois en sélection le 20 août 2003 lors d'un match amical contre Haïti (victoire 3-2). Il marque son premier but en selection lors d'un match amical contre l'Estonie (victoire 3-0). Il est le deuxième meilleur buteur de l'histoire du Venezuela.(derrière Juan Arango) 
Il dispute deux Copa América : en 2007 et 2011.
Au total il compte 65 sélections et 22 buts en équipe du Venezuela entre 2003 et 2011.

## Statistiques

### En sélection nationale
| Saison                | Sélection             | Phases finales        | Phases finales | Phases finales | Phases finales | Éliminatoires CDM | Éliminatoires CDM | Éliminatoires CDM | Matchs amicaux | Matchs amicaux | Matchs amicaux | Total | Total | Total |
| Saison                | Sélection             | Compétition           | M              | B              | Pd             | M                 | B                 | Pd                | M              | B              | Pd             | M     | B     | Pd    |
| --------------------- | --------------------- | --------------------- | -------------- | -------------- | -------------- | ----------------- | ----------------- | ----------------- | -------------- | -------------- | -------------- | ----- | ----- | ----- |
| 2003-2004             | Venezuela             | Copa América 2004     | -              | -              | -              | 0                 | 0                 | 0                 | 1              | 0              | 1              | 1     | 0     | 1     |
| 2004-2005             | Venezuela             | -                     | -              | -              | -              | 3                 | 2                 | 0                 | 3              | 2              | 0              | 6     | 4     | 0     |
| 2005-2006             | Venezuela             | -                     | -              | -              | -              | 3                 | 1                 | 1                 | 4              | 0              | 0              | 7     | 1     | 1     |
| 2006-2007             | Venezuela             | Copa América 2007     | 4              | 1              | 1              | -                 | -                 | -                 | 7              | 1              | 0              | 11    | 2     | 1     |
| 2007-2008             | Venezuela             | -                     | -              | -              | -              | 6                 | 3                 | 2                 | 5              | 4              | 0              | 11    | 7     | 2     |
| 2008-2009             | Venezuela             | -                     | -              | -              | -              | 8                 | 2                 | 0                 | 3              | 2              | 0              | 11    | 4     | 0     |
| 2009-2010             | Venezuela             | -                     | -              | -              | -              | 3                 | 1                 | 0                 | 1              | 0              | 0              | 4     | 1     | 0     |
| 2010-2011             | Venezuela             | Copa América 2011 4e  | 6              | 0              | 0              | -                 | -                 | -                 | 4              | 1              | 0              | 10    | 1     | 0     |
| 2011-2012             | Venezuela             | -                     | -              | -              | -              | 2                 | 0                 | 0                 | 2              | 2              | 0              | 4     | 2     | 0     |
| Total sur la carrière | Total sur la carrière | Total sur la carrière | 10             | 1              | 1              | 25                | 9                 | 3                 | 30             | 12             | 1              | 65    | 22    | 5     |

## Palmarès

### En club
- Avec le Nacional Táchira
  - Champion du Venezuela en 2002

- Avec l'Unión Atlético Maracaibo
  - Champion du Venezuela en 2005

- Avec le CF Atlante
  - Champion du Mexique en A. 2007
  - Vainqueur de la Ligue des champions en 2009

### Récompenses
- Meilleur buteur du Championnat du Mexique de deuxième division en A. 2014 (10 buts)